# Peter May
Peter May (* 20. prosince 1951 Glasgow, Skotsko) je skotský novinář, scenárista a spisovatel. Byl redaktorem hlavních večerních pořadů britského televizního dramatu a televizním scenáristou. Později se začal věnovat spíše psaní románů. Žije ve Francii.

## Kariéra

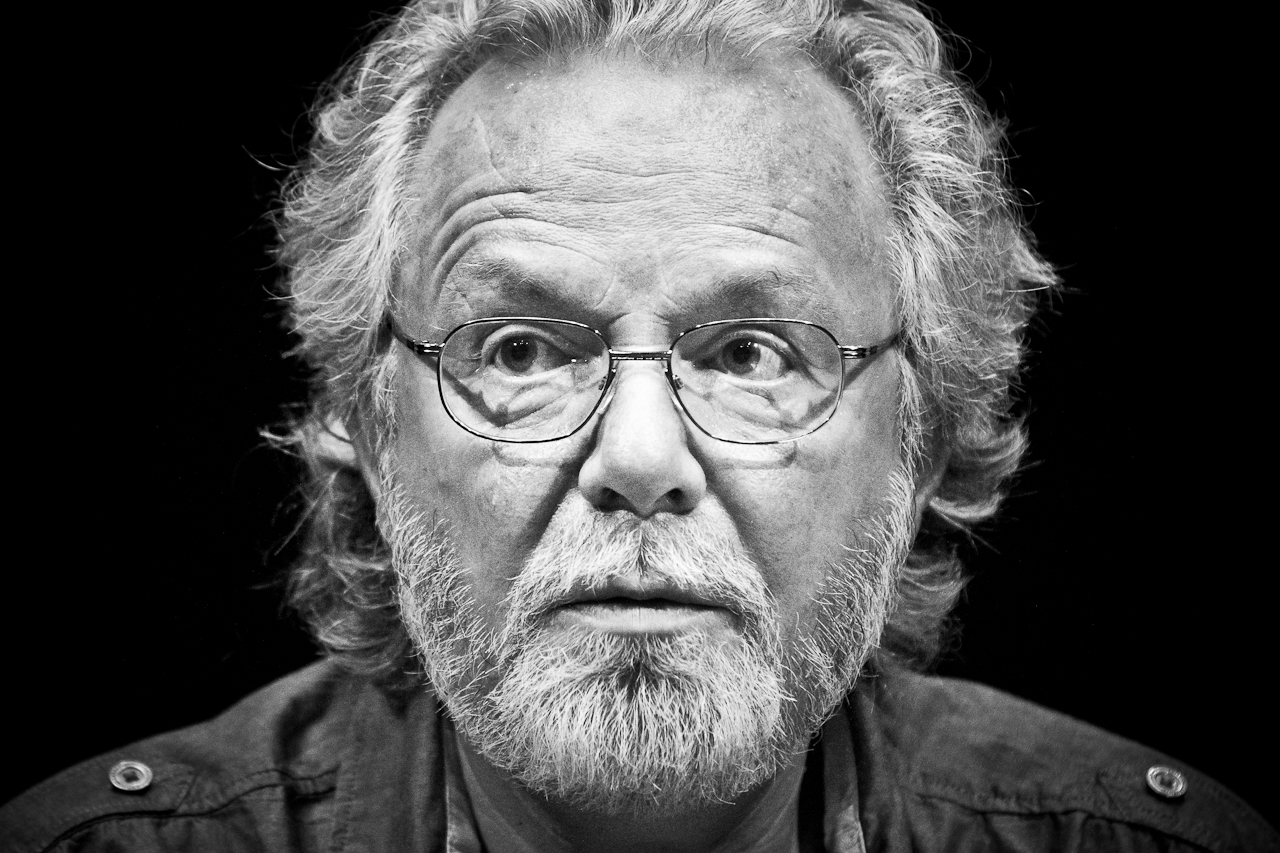
Měsíc autorského čtení 2014

Je autorem mnoha děl včetně několika seriálů. Mezi jeho nejvýznamnější díla patří např. série čínských thrillerů (6 dílů); příběh je založen na chápání a porozumění zástupců dvou odlišných kultur – čínského komisaře Li Yana a americké soudní lékařky Margaret Campbellové. Další dílem je trilogie z ostrova Lewis, jejíž první díl s názvem Skála byl vydán již v roce 2009 (česky Host 2013). Za tento díl získal Peter May cenu Barry Award 2013 za nejlepší detektivní příběh roku. V roce 2012 vyšel druhý díl Muž z ostrova Lewis (česky 2014) a v lednu 2013 závěrečný díl Šachové figurky (česky 2014). V současnosti vychází seriál Akta Enzo, s detektivním námětem.
Knihy Petera Maye dostávají postupně také svou audioknižní podobu. Doposud byla vydána celá Trilogie z ostrova Lewis, dva díly z čínských thrillerů Pán ohně a Čtvrtá oběť a také Výjimeční lidé a Kritik ze série Akta Enzo (nakladatelství OneHotBook).
V ČR se účastnil mimo jiné literárního festivalu Měsíc autorského čtení 2014, který pořádá brněnské nakladatelství a agentura Větrné mlýny. Tato agentura natočila pro Českou televizi cyklus „Skotská čítanka – Don’t worry – be Scottish“ - díl s Peterem Mayem režíroval Jiří Zykmund.

## Díla

### Trilogie z ostrova Lewis
- 2011 – The Blackhouse (Skála), česky 2013 (Host, ISBN 978-80-7294-707-2)
- 2012 – The Lewis Man (Muž z ostrova Lewis), česky 2014 (Host, ISBN 978-80-7294-928-1)
- 2013 – The Chessmen (Šachové figurky), česky 2014 (Host, ISBN 978-80-7491-236-8)

### Akta Enzo
- 2006 – Extraordinary People (Výjimeční lidé), česky 2015 (Host, ISBN 978-80-7491-431-7)
- 2007 – The Critic (Kritik ), česky 2016 (Host, ISBN 978-80-7491-80-32)
- 2008 – Blacklight Blue (Černé světlo), česky 2017 (Host, ISBN 978-80-7491-984-8)
- 2010 – Freeze Frame (Entomologův odkaz), česky 2017 (Host, ISBN 978-80-7577-164-3)
- 2011 – Blowback (Zpětný ráz), česky 2018 (Host, ISBN 978-80-7577-627-3)
- 2017 – Cast Iron (Nezvratné alibi), česky 2020 (Host, ISBN 978-80-275-0335-3)
- 2021 – The Night Gate (Noční brána), česky 2022 (Host, ISBN 978-80-275-1081-8)

### Čínské thrillery
- 1999 – The Firemaker (Pán ohně), česky 2015 (Host, ISBN 978-80-7491-235-1)
- 2000 – The Fourth Sacrifice (Čtvrtá oběť), česky 2015 (Host, ISBN 978-80-7491-526-0)
- 2001 – The Killing Room (Sál smrti), česky 2016 (Host, ISBN 978-80-7491-569-7)
- 2002 – Snakehead (Hadohlavec), česky 2017 (Host, ISBN 978-80-7577-140-7)
- 2003 – The Runner (Běžkyně), česky 2018 (Host, ISBN 978-80-7577-471-2)
- 2004 – Chinese Whispers (Pekingský rozparovač), česky 2019 (Host, ISBN 978-80-7577-916-8)
- 2010 – The Ghost Marriage (Svatba duchů), česky 2021 (Host, ISBN 978-80-2750-355-1)

### Samostatné romány
- 1978 – The Reporter
- 1979 – Fallen Hero
- 1981 – Hidden Faces, vydáno v roce 1982 jako The Man With No Face (Muž bez tváře), česky 2021 (Host, ISBN 978-80-275-0577-7)
- 1992 – The Noble Path (Ušlechtilá stezka), česky 2023 (Host, ISBN 978-80-275-1115-0)
- 2010 – Virtually Dead
- 2014 – Entry Island (Ostrov Entry), česky 2015 (Host, ISBN 978-80-7491-530-7)
- 2015 – Runaway  (Útěk), česky 2016 (Host, ISBN 978-80-7491-529-1)
- 2016 – Coffin Road (Umrlčí cesta), česky 2016 (Host, ISBN 978-80-7491-775-2)
- 2018 – I'll Keep You Safe (Ochráním tě), česky 2019 (Host, ISBN 978-80-7577-800-0)
- 2020 – A Silent Death (Tichá smrt), česky 2021 (Host, ISBN 978-80-275-0520-3)
- 2020 – Lockdown (Karanténa), česky 2020 (Host, ISBN 978-80-275-0347-6)
- 2023 – A Winter Grave (Zimní hrob), česky 2024 (Host, ISBN 978-80-275-1803-6)